# Egidio Vagnozzi

Wapen

Egidio Vagnozzi (Rome, 26 februari 1906 - aldaar, 26 december 1980) was een Italiaans geestelijke en kardinaal van de Rooms-Katholieke Kerk.
Vagnozzi bezocht het Vaticaans kleinseminarie en vervolgens het Pauselijk Romeins Seminarie, waarna hij aan de Pauselijke Lateraanse Universiteit promoveerde in de filosofie, de godgeleerdheid en het canoniek recht. Hij werd in 1928 priester gewijd door Rafael kardinaal Merry del Val en trad na de afronding van zijn academische studies in 1930 als algemeen staflid toe tot het Staatssecretariaat van de Heilige Stoel. In 1932 werd hij kamerheer in buitengewone dienst van Paus Pius XI en niet veel later werd hij medewerker bij de apostolische delegatie in de Verenigde Staten. Hier zou hij tot 1942 blijven. Vervolgens was hij drie jaar Raad van de nuntiatuur in Portugal. Paus Pius XII benoemde hem eind 1945 tot Ereprelaat van Zijne Heiligheid en zond hem naar Parijs, waar hij onder Angelo Roncalli, de latere paus Johannes XXIII werkte als ambassaderaad. Vanaf 1947 werkte hij twee jaar in dienst van de pauselijke delegatie die de mogelijkheden van diplomatieke betrekkingen met India onderzocht.
In het voorjaar van 1949 benoemde paus Pius XII hem tot titulair aartsbisschop van Myra en tot apostolisch delegaat in de Filipijnen. In 1951 werd het gezantschap omgezet in een nuntiatuur, waarop Vagnozzi de eerste apostolisch nuntius werd. In 1958 werd hij benoemd tot apostolisch delegaat in de Verenigde Staten. Aartsbisschop Vagnozzi nam deel aan het Tweede Vaticaans Concilie.
Paus Paulus VI creëerde Vagnozzi kardinaal tijdens het consistorie van 26 juni 1967. De San Giuseppe in via Trionfale werd zijn titeldiakonie. Een half jaar later werd hij benoemd tot prefect van de Prefectuur voor de Economische Zaken van de Heilige Stoel. Dit zou hij tot zijn dood blijven. Kardinaal Vagnozzi nam deel aan het conclaaf van augustus 1978 en aan het conclaaf van oktober 1978 die leidden tot de verkiezing van respectievelijk paus Johannes Paulus I en Johannes Paulus II. Hij overleed twee jaar nadien. Paus Johannes Paulus II ging voor in de requiemmis die in de Sint-Pietersbasiliek werd gehouden. De stoffelijke resten van de kardinaal werden aanvankelijk begraven op Campo Verano; later werd zijn lichaam bijgezet in zijn titeldiakonie.